# Војник (филм из 1966)
Војник је југословенски играни филм из 1966. године. Како се описује, у Југославији је за време Другог светског рата у борбама са окупатором погинуло око две стотине дечака, а овај филм је посвећен њиховој успомени.

## Радња
Филм говори о дечаку који се зове Јован. Он има 11 година и живи на очевом имању у југозападној Југославији. Он воли да се игра игре у којој, као и многи његови вршњаци, игра се војника, што и жели да постане. Услед Другог светског рата, та игра у времену у којем се филм дешава „има посебно значење“.

## Улоге
| Глумац               | Улога                |
| -------------------- | -------------------- |
| Раде Марковић        | Андрија              |
| Фрејзер Мекинтош     | Јован                |
| Бранка Зорић         | Софија               |
| Петар Банићевић      | Милан                |
| Оливера Вучо         | Миланка              |
| Миодраг Кировић      | Јова                 |
| Драгомир Фелба       | Сељак                |
| Јован Јанићијевић    | Партизан             |
| Ђорђе Јовановић      |                      |
| Никола Јовановић     | Немачки официр       |
| Јован Мићић          | Партизан             |
| Драган Оцокољић      | Немачки наредник     |
| Душан Перковић       | Немачки мајор        |
| Александар Стојковић | Марко                |
| Душан Тадић          | Партизански командир |
| Јанез Врховец        |                      |
| Миодраг Богић        |                      |